# Електроніка Б3-34
Б3-34 — радянський програмований мікрокалькулятор зі зворотним польським записом для проведення інженерних і наукових розрахунків. Належить до другого покоління радянських програмованих калькуляторів. Випускався в УРСР заводом «Калькулятор» у Світловодську Кіровоградської області. У продажу з'явився 1980 року за ціною 120 карбованців.
Літера «Б» у назві означає «побутова техніка», 3 (саме трійка, а не літера «З») — калькулятори (2 позначала настільні годинники, 5 — джерела живлення, 6 — наручний годинник, 7 — настінні годинники тощо), 34 — номер моделі.
Пам'ять на 98 команд і 14 регістрів, швидкодія близько 5 простих операцій на секунду. При вимкненні калькулятора вміст пам'яті стирається. Операційний стек складається з 4 регістрів (X, Y, Z, T); крім того, існує регістр попереднього результату X1.
Елементна база — інтегральні схеми К165ГФ3 (тактова частота — приблизно 100 кГц), мікропроцесори К145ИК1302, К145ИК1303, кільцеві регістри К145ИР2 — 2 шт. Транзистори КТ814Б, два КТ315Г. Вакуумно-люмінесцентний індикатор. Стабілітрон КС147А. Чотири діоди КД522А. Трансформатор блокінг-генератора, різні резистори, конденсатори. Живлення — зовнішній блок живлення або чотири нікель-кадмієвих акумулятори Д-0,55.

## Функції клавіш
↑ — передає копію числа з регістра X у регістр Y, а також вміст регістра Y у регістр Z, і вміст регістра Z у регістр T. При цьому вміст регістра X зберігається, а регістра T зникає. Використовується для відокремлення чисел у зворотному польському записі, наприклад: операція 5+3 виконується: 5 ↑ 3 +;
F — префіксна клавіша для виконання надклавішних операцій;
K — префіксна клавіша для виконання порожньої команди K НОП та операцій непрямої адресації;
F ПРГ — перехід у режим програмування;
F АВТ — повернення в режим обчислень;
F 🗘 — кільцеве переміщення чисел у стеку;
{\displaystyle \mathrm {\underset {\rightarrow }{\overset {\leftarrow }{XY}}} } — обмін вмістом регістрів X і Y;
F Вх — виклик числа з регістра попереднього результату, куди переходить попередній вміст регістра X після всіх операцій, крім ↑, введення чисел, виклику числа π і адресації;
Сх — очищення вмісту регістра X;
F CF — скидання дії префіксних клавіш;
{\displaystyle \mathrm {\overset {\rightarrow }{\text{ШГ}}} }, {\displaystyle \mathrm {\overset {\leftarrow }{\text{ШГ}}} } — рух вправо і вліво по кроках програми;
С/П — у програмі: зупинка; в режимі обчислень: запуск програми;
В/0 — у програмі: повернення з підпрограми; в режимі обчислень: перехід на адресу 00;
П N (тут і далі N — позначення регістра пам'яті: 0, 1, …, 9, A, B, C, Д) — засилання числа в регістр N;
ИП N — виклик числа з регістра N.
БП NN — перехід на крок NN (від 00 до 97) у програмі;
ПП NN — перехід до підпрограмі; в режимі обчислень клавіша ПП використовується для покрокового виконання програми;
F x=0 NN, F x≠0 NN, F x<0 NN, F x≥0 NN — умовні переходи перехід відбувається, якщо умова не виконується;
F L0 NN, F L1 NN, F L2 NN, F L3 NN — організація циклів (у регістрах 0, 1, 2, 3 — зменшуваний лічильник циклу).
Непряма адресація:
K П N — засилання числа в регістр, номер якого міститься в регістрі N (числа від 0 до 9 означають відповідні регістри, числа 10, 11, 12, 13 позначають регістри A, B, C, Д);
K ИП N — виклик числа з регістра, номер якого міститься в регістрі N;
K БП N — безумовний перехід за адресою, вказаною в регістрі N;
K ПП N — перехід до підпрограми за адресою, вказаною в регістрі N;
K x=0 N, K x≠0 N, K x<0 N, K x≥0 N — умовні переходи.
Всі операції непрямої адресації з регістрами 0, 1, 2, 3 зменшують їх вміст на одиницю, з регістрами 4, 5, 6 — збільшують. Від дробових чисел залишається тільки ціла частина.
Команди із зазначенням регістрів пам'яті займають у програмі один крок, команди з зазначенням адрес команд у програмі — два кроки.

## Недокументовані можливості
Для економії місця розробники дуже спростили мікрокод обробки помилок і різних нестандартних ситуацій, що породило низку недокументованих можливостей; наприклад, якщо в моделях пізніх випусків перемикач «градуси-радіани» поставити в середнє положення, то калькулятор буде обчислювати тригонометричні функції в градах.Багато інших несподіваних і важко передбачуваних недокументованих можливостей були об'єктами регулярних аматорських досліджень і публікацій у відомих журналах; деякі з них навіть використовувалися в іграх та інших програмах. Наприклад,

М. Стрижаченко з Іжевська підключив до Б3-34 зовнішній тактовий генератор з частотою 200 кГц, замість внутрішнього — 125 кГц, і швидкодія зросла в 1,8 раза.Оригінальний текст (рос.)
Н. Стрижаченко из Ижевска подключил к Б3-34 внешний тактовый генератор с частотой 200 кГц, вместо внутреннего — 125 кГц, и быстродействие увеличилось в 1,8 раза.
— Изобретён ли микрокалькулятор?

### Програмування
- Розрахунок котушок індуктивності на мікрокалькуляторі. Р. Міллер, ВПР, № 114, 1992 (рос.)
- Програма — емулятор і симулятор великої кількості радянських калькуляторів і багато програм для них (емулятор відтворює всі недокументовані можливості)
- Засоби навігації малих суден. Мордвинов Б. Г. та ін, 1986, на ПМК типу Б3-34 (рос.)
- Розрахунково-проєктувальні роботи на програмованих мікрокалькуляторах. Чапка А. М., 1988, на ПМК типу Б3-34 (рос.)
- Мікро-ЕОМ для хіміків, для Б3-34 (рос.)